# قلاع (خوسف)
قلاع یک روستا در ایران است که در دهستان قلعه زری شهرستان خوسف واقع شده‌است.